# イザベル・コイシェ
イザベル・コイシェ・カスティージョ（カタルーニャ語: Isabel Coixet Castillo: カタルーニャ語発音: [izəˈβɛɫ kuˈʃɛt], 1960年4月9日 - ）は、スペイン・バルセロナ出身の映画監督・脚本家。

## 人物
コイシェの作品はスペインの伝統的映画手法から逸脱しているとされる、自らを「カタルーニャ人作家」と定義している。

## 経歴
初聖体の記念に8mmカメラを贈られたことが映像製作のきっかけとなった。バルセロナ大学では18世紀と19世紀の歴史を専攻し、歴史学の学位を取得。大学卒業後にはテレビ広告やミュージックビデオの監督を務め、手がけたスポット広告がいくつかの賞を受賞している。
1988年には『Demasiado Viejo Para Morir Joven』で脚本家・映画監督としてデビューし、この作品でゴヤ賞の新人監督賞にノミネートされた。1996年には初の英語作品『あなたに言えなかったこと』を監督した。このドラマ映画には主演にアメリカ人俳優のリリ・テイラーとアンドリュー・マッカーシーを起用しており、ゴヤ賞では再び脚本賞にノミネートされた。2000年にはミス・ワサビ・フィルムズという自身の制作会社を設立している。
ナンシー・キンケイドの短編に基づいて、2003年にはサラ・ポーリーを主演に据えてドラマ映画『死ぬまでにしたい10のこと』を制作。このスペイン＝カナダ合作の映画は国際的な成功を収め、ベルリン国際映画祭で大きな称賛を受けた。2005年にはやはりポーリーを主演に据えて、『あなたになら言える秘密のこと』を制作。ティム・ロビンスやハビエル・カマラがポーリーと共演した。この作品はゴヤ賞で作品賞、監督賞、脚本賞、プロダクション賞の4部門を受賞した。2005年には18人の世界的な映画監督によるオムニバス映画『パリ、ジュテーム』に参加し、『12区』を担当した。2007年の『Invisibles』は国境なき医師団についてのドキュメンタリー映画であり、ベルリン国際映画祭のパノラマ部門に出品された。
2008年にはカナダのバンクーバーで撮影した『エレジー』を公開し、第58回ベルリン国際映画祭に出品された。フィリップ・ロスの小説『The dying animal』に基づいており、製作はレイクショア・エンターテインメント、脚本はニコラス・メイヤー、出演はペネロペ・クルスとベン・キングズレーである。2009年には『ナイト・トーキョー・デイ』を製作し、カンヌ国際映画祭に出品された。この映画は日本とバルセロナで撮影され、菊地凛子、セルジ・ロペス、田中泯などが出演している。脚本はコイシェ自身が執筆した。第59回ベルリン国際映画祭では審査員団に加わった。2010年に中国で開催された上海国際博覧会では、ビガス・ルナとともにスペイン館を手掛けた。「アラル海、失われた海」と題した展示を行い、2009年にウズベキスタンで撮影したドキュメンタリーを上映した。2011年にはベルリン国際映画祭にドキュメンタリー映画『Escuchando al juez Garzón』を出品。この作品はゴヤ賞でドキュメンタリー賞を受賞した。
2012年には『Yesterday Never Ends』を監督し、第63回ベルリン国際映画祭のパノラマセレクションでプレミア上映され、同年のマラガ映画祭ではオープニング作品を務めた。同じく2012年には『Another Me』も監督し、ソフィー・ターナー、リス・エヴァンス、ジョナサン・リース＝マイヤーズが出演した。2013年にはニューヨークで『しあわせへのまわり道』の撮影を開始。この作品にはベン・キングズレーとパトリシア・クラークソンが出演している。トロント国際映画祭でプレミア上映されて観客賞を受賞した。2015年の『Nobody Wants the Night』にはジュリエット・ビノシュや菊地凛子やガブリエル・バーンが出演。ノルウェー、ブルガリア、スペインで撮影し、第66回ベルリン国際映画祭のオープニング作品となった。

## 主な監督作品
| 公開年 | 日本語題                     | 原題                              |
| ------ | ---------------------------- | --------------------------------- |
| 1989   |                              | Demasiado viejo para morir joven' |
| 1996   | あなたに言えなかったこと     | Things I Never Told You           |
| 2003   | 死ぬまでにしたい10のこと     | My Life Without Me                |
| 2005   | あなたになら言える秘密のこと | The Secret Life of Words          |
| 2006   | パリ、ジュテーム             | Paris, je t'aime                  |
| 2008   | エレジー                     | Elegy                             |
| 2009   | ナイト・トーキョー・デイ     | Map of the Sounds of Tokyo        |
| 2013   |                              | Yesterday Never Ends              |
| 2013   |                              | Another Me                        |
| 2014   | しあわせへのまわり道         | Learning to Drive                 |
| 2015   | エンドレス・ナイト           | Nobody Wants the Night            |
| 2017   | マイ・ブックショップ         | The Bookshop                      |

## 受賞とノミネート
ゴヤ賞
| 年   | 作品                             | 部門               | 結果       |
| ---- | -------------------------------- | ------------------ | ---------- |
| 2018 | マイ・ブックショップ             | 作品賞             | 受賞       |
| 2018 | マイ・ブックショップ             | 監督賞             | 受賞       |
| 2018 | マイ・ブックショップ             | 脚色賞             | 受賞       |
| 2016 | Nobody Wants the Night           | 監督賞             | ノミネート |
| 2016 | Nobody Wants the Night           | 作品賞             | ノミネート |
| 2012 | Escuchando al juez Garzón        | ドキュメンタリー賞 | 受賞       |
| 2007 | Invisibles                       | ドキュメンタリー賞 | 受賞       |
| 2006 | あなたになら言える秘密のこと     | 作品賞             | 受賞       |
| 2006 | あなたになら言える秘密のこと     | 監督賞             | 受賞       |
| 2006 | あなたになら言える秘密のこと     | 脚本賞             | 受賞       |
| 2003 | 死ぬまでにしたい10のこと         | 監督賞             | ノミネート |
| 2003 | 死ぬまでにしたい10のこと         | 脚色賞             | 受賞       |
| 1997 | あなたに言えなかったこと         | 脚本賞             | ノミネート |
| 1989 | Demasiado viejo para morir joven | 新人監督賞         | ノミネート |

ブタカ賞
| 年   | 作品                         | 部門               | 結果 |
| ---- | ---------------------------- | ------------------ | ---- |
| 2006 | あなたになら言える秘密のこと | カタルーニャ作品賞 | 受賞 |
| 2003 | 死ぬまでにしたい10のこと     | カタルーニャ作品賞 | 受賞 |

ベルリン国際映画祭
| 年   | 作品                     | 部門   | 結果       |
| ---- | ------------------------ | ------ | ---------- |
| 2008 | エレジー                 | 作品賞 | ノミネート |
| 2003 | 死ぬまでにしたい10のこと | 作品賞 | ノミネート |

カンヌ国際映画祭
| 年   | 作品                     | 部門   | 結果       |
| ---- | ------------------------ | ------ | ---------- |
| 2009 | ナイト・トーキョー・デイ | 作品賞 | ノミネート |

- 2002年 カタルーニャ国民映画・オーディオビジュアル賞 作品賞 : 死ぬまでにしたい10のこと
- スペイン映画批評家協会賞 作品賞 : 死ぬまでにしたい10のこと
- 2015年 スペイン政府 芸術文化勲章[6]